# Bohuslav Fuchs
Bohuslav Fuchs (24. března 1895 Všechovice – 18. září 1972 Brno) byl český architekt, urbanista a teoretik značného vlivu a evropského významu. Jeden z předních pionýrů moderního mezinárodního stylu. Svým vyspělým, časně moderním a mimořádně rozsáhlým dílem zásadně ovlivnil vývoj české architektury stejně jako zrání moderní architektury v mezinárodním kontextu.
Realizoval více než 150 staveb, z nichž některé, jako hotel Avion, pavilon města Brna a lázně Zábrdovice nebo termální koupaliště Zelená žába v Trenčianských Teplicích, se staly jedněmi ze stěžejních děl moderní epochy.

## Život

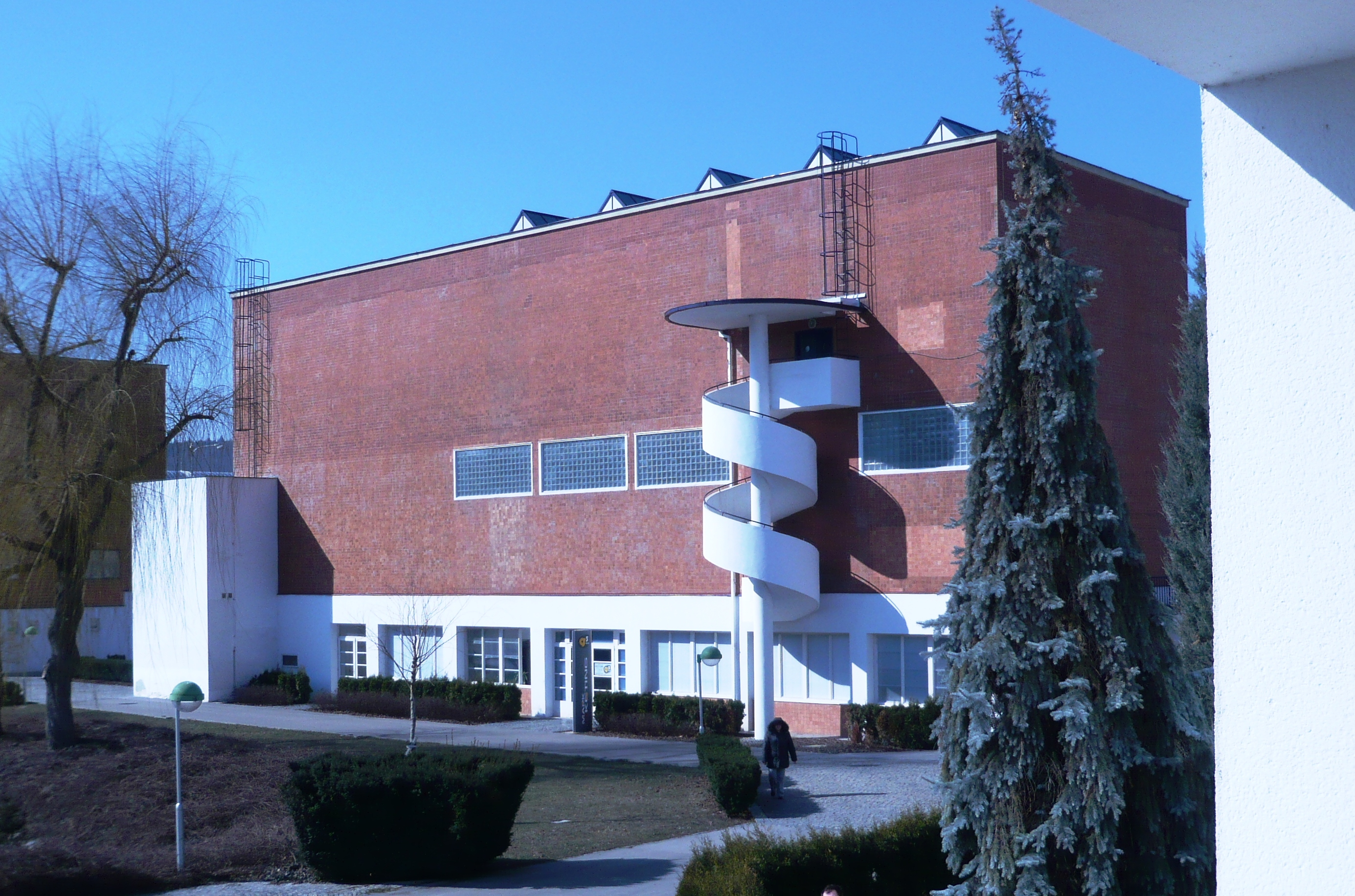
Pavilon města Brna

### Dětství a mládí 1895–1911
Bohuslav Fuchs se narodil ve Všechovicích na střední Moravě v odlehlé obci, avšak na dohled hlavních továren pro slavné židle Thonet v Bystřici pod Hostýnem. Jeho otec Augustin Fuchs (1868 Červenka – ?) měl na náměstí vedle kostela krámek se smíšeným zbožím, matka byla Františka, roz. Webrová (1870 Brodek u Prostějova – ?) byla z rodiny mlynáře.  
Byl obdařen mimořádným, přirozeným a komplexním talentem pro architekturu. Měl výtvarné cítění, výjimečnou prostorovou představivost a smysl pro harmonii. Nechyběla mu ovšem technická zodpovědnost. Nadání cílevědomě a účinně rozvíjel souběžně s oficiálním studiem. Několik málo let před tím bylo univerzitní studium pro architekty spíše výjimkou než pravidlem. Přes pomoc vynikajících učitelů byl Fuchs přesto v jádru „samoukem“.

### Studia 1911–1919
Studoval nejprve na reálce v Holešově, která se ještě během jeho studií změnila na reálné gymnázium. Kreativní sklony projevil již tam při vydávání studentského časopisu, za což byl ze studií vyloučen. Začal se tedy učit zedníkem a posléze se stal žákem české Průmyslové školy stavební v Brně (1910–1915), během studií se zároveň i vyučil. Měl štěstí na mimořádné učitele – vynikající architekty Jaroslava Syřiště, J. Oplta a především Emila Králíka. Oficiální přípravu završil studiem na Akademii výtvarných umění v Praze u profesora Jana Kotěry (1916–1919), který jej osobně ke studiu vybral. Vyhnul se tím také službě na frontě a získal i náskok v profesní dráze[zdroj⁠?!].

### Profil osobnosti
Motivace dosáhnout mimořádných výsledků byla ještě posílena touhou povznést se z jednoduchých poměrů rodiny a nesmírně rostla s nadcházejícími výzvami, přicházejícími s neopakovatelnými úkoly výstavby mladého státu po konci války. Nikdy za dlouhou dobu nebyly podmínky pro vznik a rozvoj velké architektury jako na sklonku I. světové války a v letech po jejím skončení. V Československu to byly dispozice, kulturní, společenské, politické, hospodářské, ale zejména demografické. V době, kdy se přirozeně střídaly pozice na čele společnosti, bylo mnoho mužů starších ročníků ještě vázáno na válečných frontách, dostala tedy příležitost přesně ona generační vrstva, ke které Fuchs náležel.
Fuchs byl koncentrovanou osobností. Nebyl nijak neomalený, ale pohotový, a z každé příležitosti bez zaváhání dokázal vytěžit maximum. Řečník byl neobratný, a tak se projev jeho vnitřního světa zcela usměrnil jen na architektonickou práci, která mu šla snadno od ruky. Jeho architektonické dílo budilo stále větší důvěru a bylo vícekrát ověřováno jako po všech stránkách spolehlivé. Byl vzdělaný a měl kreativní rozhled, ale pro nadbytek konkrétní projekční práce neměl čas a ani příležitost teoretické myšlení rozvinout do jiskrnější podoby.
Jako architekt – i když byl od podstaty zdrženlivý člověk – se veřejně angažoval, nejprve ve Spolku architektů v naději, že by mohl být výchozí platformou pro komoru architektů. Později byl československým delegátem v CIAM. V porovnání s Le Corbusierem ale nevyvíjel takovou ofenzivní společenskou činnost ku prospěchu modernismu.

### Příchod do Brna

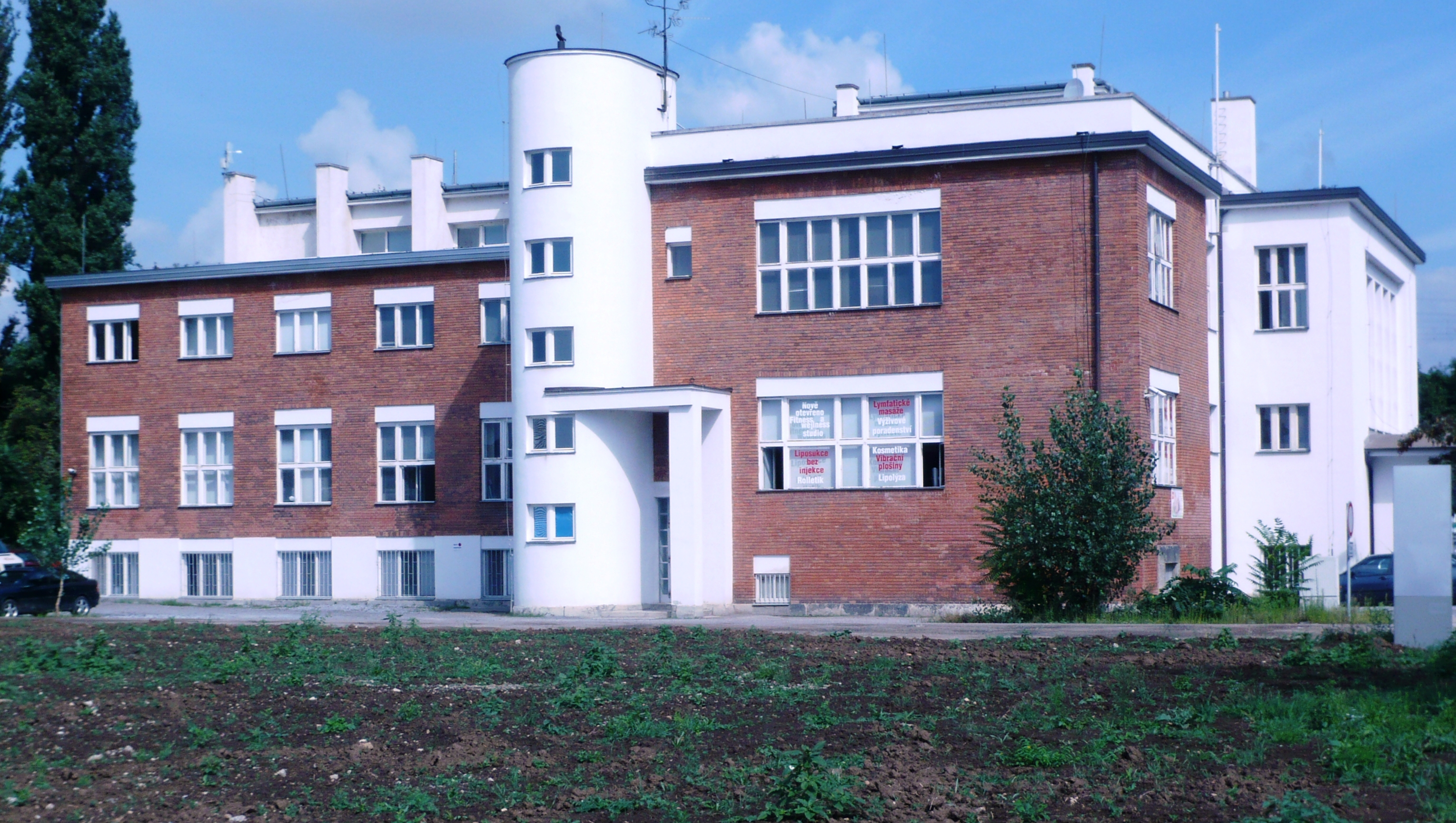
Masná burza

Fuchs přišel do Brna v roce 1923 díky perspektivě odborného místa ve stavebním a plánovacím oddělení Stavebního ředitelství města. Již v roce 1922 jej k účasti v konkurzu vybídl Jindřich Kumpošt. Brnu tehdy nezbývalo než mnoho stavět, a to skýtalo jedinečnou naději jisté realizace, ale také skoro žádné překážky modernímu trendu. Na tomto postu mu jako zaměstnanci byly automaticky přidělovány úkoly (Masná burza, Pavilon města Brna), které vešly do dějin architektury.

### Soutěžení
I přesto, že měl zejména v letech 1923–1928 zajištěn pravidelný „proud“ přímo zadaných úkolů – dychtivě, s plným nasazením a pravidelně se účastnil architektonických i urbanistických soutěží. Později byl i častým porotcem. Fuchs byl přesvědčeným soutěžním typem a přijímal téměř každou výzvu.[zdroj⁠?!] Vzdor kolujícím legendám o ovlivňování soutěží je ověřeno[kým?], že se choval „fair play“.[zdroj⁠?!]
Za války se stal učitelem na legendární „Baťově“ umělecké škole a ihned po válce, po obnově vysokých škol, profesorem urbanismu na Vysoké škole technické v Brně

### Perzekuce

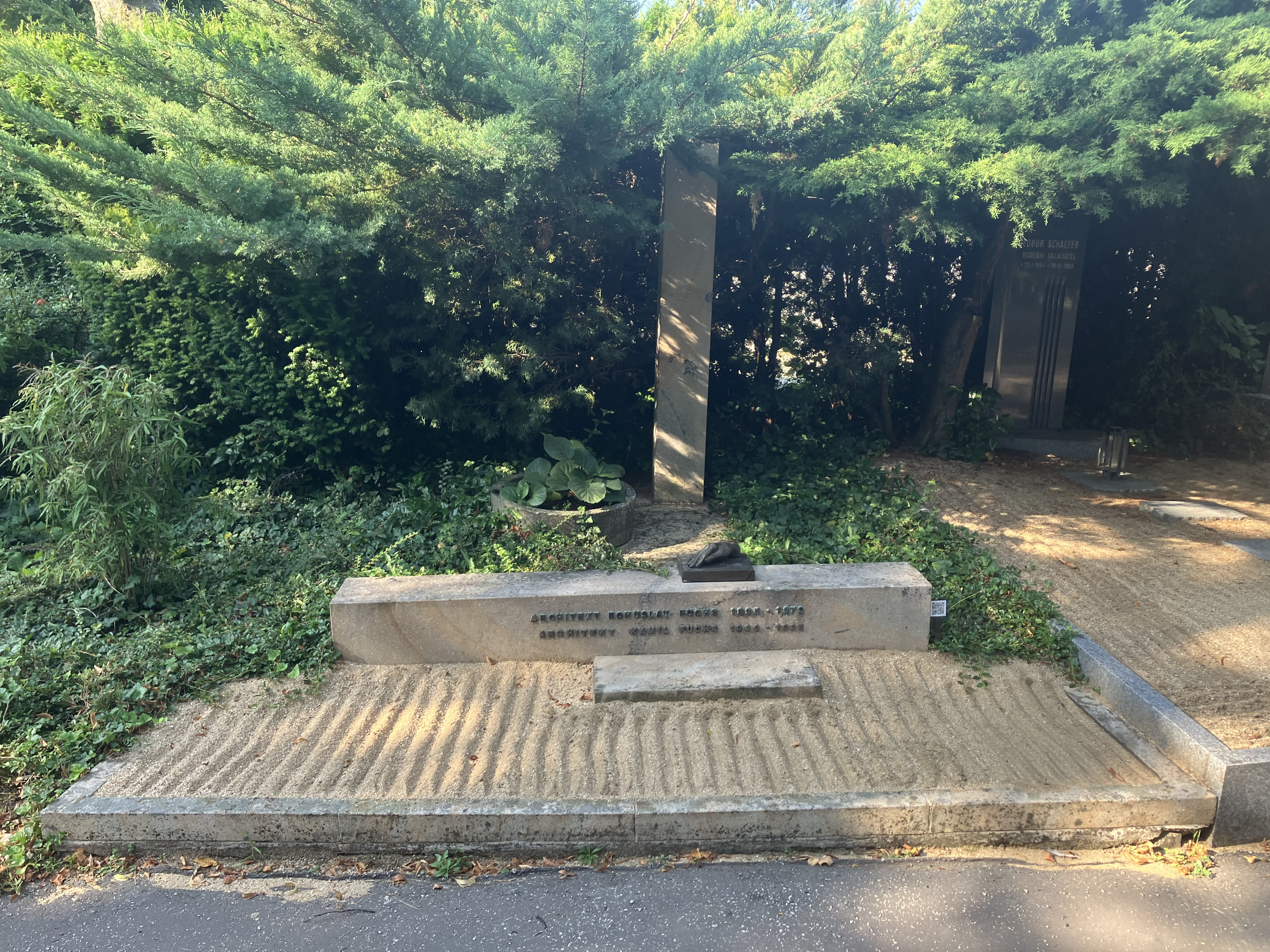
Hrob Bohuslava Fuchse

V prvních poválečných letech se před Fuchsem otevřela tvůrčí perspektiva a po roce 1945 byl logicky povolán za profesora architektury na brněnskou Techniku, po nástupu komunistického režimu byla však jeho situace ve škole i profesi stále svízelnější. Veřejných úkolů ubývalo, což se prohloubilo po roce 1949. Soukromá klientela drobných stavebníků moravského venkova byla během raných padesátých let decimována. Fuchs byl sice nadále profesorem i dokonce děkanem, jeho práce na škole ale byla zákulisně omezována a sabotována. Byla předmětem žárlivosti a intrik mladších kolegů, kteří mistrně zneužili politického vývoje v nedemokratických poměrech. Fuchs byl nakonec po roce 1958 inscenovaně obviněn z šedé ekonomiky a odsouzen.
Bohuslav Fuchs zemřel 27. září 1972 na následky vnitřních a četných zranění, které utrpěl při automobilové havárii na cestě do Prahy v roce 1970. Je pohřben na Ústředním hřbitově v Brně, sk. 25e/hr. 53
Bohuslav Fuchs byl oceněn řadou cen, uznání a členství v prestižních uskupeních. V popředí je Herderova cena. Byl také čestným zahraničním korespondentem Královského institutu britských architektů – RIBA. Na domácí půdě byl dekorován titulem Národní umělec v době, kdy si toto ocenění získalo na krátký čas společenský respekt. Později byl titul zdiskreditován. Fuchsovi byla na konci 40. let nabídnuta profesura na Cambridžské universitě.

## Dílo

### Rané dílo
Ihned po studiích se jeho dílo rozvíjelo na profesionálním základě. Po absolutoriu se dostal ke dvěma velkým úkolům – návrhům horských hotelů – Klostermannovy a Masarykovy chaty, které se následně realizovaly. Byly to velké stavby v prostředí s tvrdým klimatem. Uvnitř byly koncipovány v principu moderně, i když s rustikálním povrchem, navenek měly ohleduplný výraz, rezonující s regionálními stavbami. Horské stavby dodnes nepřestavěny stojí.
Po epizodní koketerii s národním dekorativismem (vila Plhákových v Háji u Mohelnice) se Fuchs soustředil na profilaci vlastního architektonického výrazu, který se nezadržitelně blížil jak moderní formě, tak konstrukci a formování vnitřního prostoru. Měl za Le Corbusierem jen zcela nepatrnou prodlevu, a pouze letmo jej sledoval pohroužen v kultivaci vlastního díla vyvěrajícího z jeho originálních pohnutek a charakteru osobnosti. Klíčová je v tomto stadiu stavba ředitelství firmy Tauber v Bystřici pod Hostýnem.
Během těchto let (1922–1926) dozrála jeho tvorba na základě vlastní osobité cesty do plně moderní podoby. Byl tedy nejspíš částečně inspirován ranými projevy Le Corbusiera (od roku 1921) a holandskou architekturou – zejména počiny J. J. P. Ouda – přesto se nápadně demonstruje jeho vlastní cesta, nezaměnitelný charakter a „rukopis“. Během let 1923–1928 vznikla většina jeho klíčových děl, která vešla do dějin české architektury, např. Zemanova kavárna na Kolišti, Masná burza, hotel Avion, obřadní síň ústředního hřbitova v Brně Štýřicích, penzion Radun v Luhačovicích.

### Doktríny vtělené v díle
Vstup Bohuslava Fuchse do odborného života nastal v mimořádně příznivou dobu. Vzápětí po studiu se mu zdařilo realizovat důležité stavby. Úkoly – také díky šťastné periodizaci – přicházely v mocném přívalu, takže mu ani nezbývalo dost času k rozvoji teoretických úvah a manifestačních doktrín. Mezi všemi pionýry moderní architektury tak byl v podstatě výjimkou. Ihned v raném období (1923–1926) realizoval několik staveb (ředitelství společnosti Tauber, Zemanovu kavárnu, Masnou burzu a obřadní síň Ústředního hřbitova), které byly nedocenitelnou posilou pro uplatnění moderní architektury, protože všechny tyto stavby byly po stavebně technické stránce velmi solidní. Nejméně dvě z nich si pořídila respektovaná veřejná autorita, což mělo pro legitimitu moderní (funkcionalistické) architektury také značný význam.

### Urbanista
Stále živou je úvaha, zda byl Fuchs více urbanistou než architektem. Přes množství staveb, byl a cítil se především urbanistou. Byl s Kumpoštem jedním ze zakladatelů moderního urbanismu, regulačního a územního plánování. Tehdy urbanismus opustil metody monumentálního a především tvarového určování (regulování) a postupně uplatňoval a rozvíjel metody moderní komplexního fungovaní sídelního celku.

### Výběr realizovaných staveb
| Rok  | Název stavby                             | Místo                          | Obrázek                                                         | Poznámka                                   |
| ---- | ---------------------------------------- | ------------------------------ | --------------------------------------------------------------- | ------------------------------------------ |
| 1920 | Klostermannova chata                     | Modrava                        | Klostemanova chata                                              |                                            |
| 1921 | Demlův dům                               | Tasov                          | Rodinný dům Jakuba Demla                                        |                                            |
| 1923 | Rodinné domy Barvičova                   | Brno-střed, Stránice           |                                                                 |                                            |
| 1923 | Ředitelství firmy Tauber                 | Bystřice pod Hostýnem          |                                                                 |                                            |
| 1924 | Dům chudých                              | Bystřice pod Hostýnem          |                                                                 |                                            |
| 1924 | Sociální kolonie Dolnopolní              | Brno-Maloměřice                |                                                                 |                                            |
| 1924 | Obecní škola Maloměřice                  | Brno-Maloměřice                |                                                                 |                                            |
| 1924 | Masná burza                              | Brno, Trnitá                   | Masná burza                                                     |                                            |
| 1925 | Šindlerův dům                            | Korouhev                       |                                                                 |                                            |
| 1925 | Obřadní síň na Ústředním hřbitově        | Brno-střed, Štýřice            | Obřadní síň na ústředním hřbitově v Brně                        | s Josefem Poláškem                         |
| 1926 | Nájemné domy Cihlářská                   | Brno-střed, Veveří             |                                                                 |                                            |
| 1926 | Pension Avion                            | Luhačovice                     |                                                                 |                                            |
| 1926 | Hřbitov                                  | Všechovice, okres Přerov       | Hřbitov                                                         |                                            |
| 1927 | Lázně Rybářská                           | Brno-střed, Staré Brno         |                                                                 |                                            |
| 1927 | Základní škola Křídlovická               | Brno-střed, Staré Brno         |                                                                 | (1. etapa na ulici Nádvorní)               |
| 1927 | Vila Mlýnské nábřeží                     | Brno-Maloměřice a Obřany       | Vila dr. Voženílka                                              |                                            |
| 1927 | Penziony Radun/Viola/Iva                 | Luhačovice                     |                                                                 |                                            |
| 1927 | Sanatorium Dr. Kropáče                   | Brno-střed, Veveří             |                                                                 |                                            |
| 1927 | Hotel Passage/Slovan                     | Brno-střed, Veveří             |                                                                 |                                            |
| 1927 | Vlastní dům Hvězdárenská                 | Brno-Žabovřesky                | Fuchsův vlastní dům                                             |                                            |
| 1927 | Kolonie Nový dům                         | Brno-Žabovřesky                | Dům v kolonii Nový dům                                          |                                            |
| 1927 | Lázně Kopečná                            | Brno-střed                     | Městské lázně                                                   |                                            |
| 1927 | Pavilon města Brna                       | Brno-Pisárky, výstaviště       | Pavilon města Brna                                              |                                            |
| 1927 | Hotel Avion                              | Brno-střed                     | Hotel Avion v Brně                                              |                                            |
| 1928 | Pavilon svazu národních jednot           | Brno-Pisárky, výstaviště       |                                                                 |                                            |
| 1928 | Pavilon městské plynárny a elektrárny    | Brno-Pisárky, výstaviště       |                                                                 |                                            |
| 1928 | Přístavba rodinného domu Františka Vaňka | Třebíč                         |                                                                 |                                            |
| 1929 | Měšťanská škola Kuřim                    | Kuřim, ul. Komenského          | Měšťanská škola Kuřim z roku 1929                               |                                            |
| 1929 | Dětský domov Dagmar                      | Brno-Žabovřesky                | Dětský domov Dagmar                                             |                                            |
| 1929 | Adaptace prodejny Dresler                | Brno-střed                     |                                                                 |                                            |
| 1929 | Dům SME                                  | Přerov                         |                                                                 |                                            |
| 1929 | Moravská banka                           | Brno-střed                     | Moravská banka na náměstí Svobody v Brně                        | s E. Wiesnerem                             |
| 1929 | Internát Vesna                           | Brno-Pisárky                   | Domov Elišky Machové – internát Školy pro ženská povolání Vesna |                                            |
| 1929 | Městské lázně v Zábrdovicích             | Brno-Židenice, Brno-Zábrdovice | Městské lázně v Zábrdovicích                                    |                                            |
| 1930 | Masarykův studentský domov               | Brno-střed, Veveří             | Vstup Masarykova studentského domova                            |                                            |
| 1931 | Městská spořitelna                       | Třebíč                         | Městská spořitelna v Třebíči                                    |                                            |
| 1931 | Městská spořitelna                       | Tišnov                         | Městská spořitelna v Tišnově                                    | s Jindřichem Kumpoštem                     |
| 1931 | Adaptace firmy Vaňura                    | Brno                           |                                                                 |                                            |
| 1931 | Zotavovna Morava                         | Tatranská Lomnica              | Zotavovna Morava                                                | s Karlem Ernstebergerem                    |
| 1932 | Vila Rudolfa Vršky                       | Velká Bíteš čp. 64             |                                                                 |                                            |
| 1932 | Hudební škola                            | Ostrava-Vítkovice              |                                                                 |                                            |
| 1932 | Obchodní dům Pešat                       | Ostrava-Moravská Ostrava       | Obchodní dům Pešat                                              |                                            |
| 1934 | Rodinný dům Františka a Milady Opavských | Ostrava-Mariánské Hory         |                                                                 |                                            |
| 1934 | Sokol a kino                             | Jihlava                        | Sokolovna a kino                                                |                                            |
| 1934 | Výstava Um. průmyslu                     | Stockholm                      |                                                                 | s Ladislavem Sutnarem                      |
| 1935 | Vila E.R. Mučednická                     | Brno-Žabovřesky                |                                                                 |                                            |
| 1935 | Rodinný dům L. Boudy                     | Jihlava                        |                                                                 |                                            |
| 1935 | Nájemní dům (Z.R.)                       | Bratislava                     |                                                                 |                                            |
| 1935 | Chata Na Stráži                          | Valašské Klobouky              |                                                                 |                                            |
| 1935 | Termální lázně Zelená Žába               | Trenčianské Teplice            |                                                                 |                                            |
| 1936 | Městské lázně                            | Uherské Hradiště               | Městské lázně                                                   |                                            |
| 1936 | Štátne reálne gymnázium                  | Turčianský Sv. Martin          |                                                                 | s K. Šilingerom a L. Rado                  |
| 1936 | Vila Arnošta Löwita                      | Heřmanův Městec                |                                                                 |                                            |
| 1936 | Přístavba Slováckého muzea               | Uherské Hradiště               |                                                                 |                                            |
| 1936 | Továrna Alpa                             | Brno-Královo Pole              | Administrativní budova továrny Alpa v Brně                      |                                            |
| 1936 | Vila Tesař na Hroznové ul.               | Brno-Pisárky                   | Vila Tesař v Brně                                               |                                            |
| 1936 | Památník Prokopa Diviše                  | Přímětice                      |                                                                 |                                            |
| 1937 | Zemské Vojenské Velitelství „Rohlík“     | Brno-střed, Veveří             | Zemské vojenské velitelství v Brně                              |                                            |
| 1937 | Nádražní pošta                           | Brno-střed                     | Nádražní pošta v Brně                                           | s Josefem Kranzem a Konrádem Hrubanem      |
| 1938 | Vila Filipa Prášila                      | Uherské Hradiště               |                                                                 |                                            |
| 1938 | Textilní dílny aka                       | Skryje                         |                                                                 |                                            |
| 1939 | Vila A.V.                                | Valašské Klobouky              |                                                                 |                                            |
| 1939 | Rodinný dům Františka Albrechta          | Nové Město na Moravě           |                                                                 |                                            |
| 1940 | obytné domy s malými byty                | Frenštát pod Radhoštěm         |                                                                 |                                            |
| 1940 | Kallábův dětský domov                    | Jemnice                        |                                                                 |                                            |
| 1940 | Hotel Vlčina                             | Frenštát pod Radhoštěm         |                                                                 |                                            |
| 1941 | Obytné domy                              | Bojkovice                      |                                                                 |                                            |
| 1941 | Přístavba vily J. V.                     | Ostravice                      |                                                                 |                                            |
| 1941 | Adaptace firmy Šerý                      | Valašské Klobouky              |                                                                 |                                            |
| 1942 | Nouzové domy                             | Frenštát pod Radhoštěm         |                                                                 |                                            |
| 1942 | Vodní elektrárna aka                     | Skryje                         |                                                                 |                                            |
| 1944 | Letní dům J.L.                           | Brno-Ivanovice                 |                                                                 |                                            |
| 1945 | Letní dům F.N. na přehradě               | Kozí Horka, Brno-Bystrc        |                                                                 |                                            |
| 1946 | Adaptace rodinného domu M. Š.            | Všechovice                     |                                                                 |                                            |
| 1946 | Interiéry hotelu Vlčina                  | Frenštát pod Radhoštěm         |                                                                 |                                            |
| 1946 | Adaptace domu umění                      | Brno-střed                     | Dům umění města Brna                                            |                                            |
| 1947 | Škola                                    | Brankovice                     |                                                                 |                                            |
| 1947 | Rekonstrukce kina                        | Trenčianské Teplice            |                                                                 |                                            |
| 1948 | Obytné domy MEZ                          | Frenštát pod Radhoštěm         |                                                                 |                                            |
| 1948 | Autobusové nádraží                       | Brno-střed                     | Nástupiště autobusového nádraží Brno Grand                      |                                            |
| 1952 | Obytné domy                              | Komárno                        |                                                                 |                                            |
| 1952 | Pomník Rudé armády                       | Brno-střed                     |                                                                 | s Vincencem Makovským a Antonínem Kurialem |
| 1959 | Pomník osvobození                        | Svitavy                        |                                                                 | s Jiřím Markem                             |
| 1961 | Palác šlechtičen – dvůr                  | Brno-střed                     |                                                                 |                                            |
| 1968 | Vila A. Sovadiny                         | Ostopovice                     |                                                                 |                                            |
| 1968 | Sídliště Jabloňová                       | Brno-Medlánky                  |                                                                 | s Kamilem Fuchsem                          |
| 1969 | Obchodní dům Dyje                        | Znojmo                         | Obchodní dům Dyje ve Znojmě                                     | s Kamilem Fuchsem                          |

### Urbanistické dílo
Fuchsovo urbanistické dílo je podobně rozsáhlé jako soubor díla architektonického. Jeho zárodky spadají rovněž do počátku 20. let.
- Soutěžní návrh Letné 1920
- Soutěžní urbanistický návrh Klárova 1923
- Regulační studie Černých Polí 1923
- „Tangenta“ – soutěžní návrh regulace města Brna 1926–1927

### Hlavní psané práce
- Organizace obytného prostoru, Světozor 1929/82
- Radíme státu jak ušetřit v Brně 15 mil. Kč, Index 1 1929/3
- Pro další vývoj moderní architektury, Index 10 1938/9
- Kompozice stavby měst. Brno 1953

### Nábytek a detaily
Fuchs byl zejména pohroužen do navrhování staveb a urbanistických konceptů, což vázalo většinu jeho času. Přesto vytvořil i menší soubory svého nábytku – byl to však především nábytek do jeho staveb: vestavěné skříně, bufety a komody. Když to bylo nezbytné, Fuchs řešil s velkou přesností a určitostí i detaily. Vynikajícími kusy nábytku byly lavice pro nádražní poštu v Brně. Nepochybný význam má i trubkový nábytek navržený zejména pro lázeňské budovy a vyrobený v Bystřici pod Hostýnem.

## Ohlasy a kritika
Již ke konci 20. let byl – jako jeden ze spolutvůrců moderní architektury – mezinárodně známou a respektovanou osobností. Prvním opravdovým (a velmi přejícím) kritikem byl Karel Teige. Posléze se přidali – ale jen letmými zmínkami – Henry-Russell Hitchcock, Philip Johnson a J. G. Watjes. Časem mezinárodní reflexe zeslábly, především z důvodů domácích vnitrospolečenských zvratů a zakrnělé domácí publicity. Jenom částečně mohla napravit tento stav na mezinárodní úrovni snaha Borise Podreccy, Friedricha Kurrenta, Vladimíra Šlapety a Mihály Kubinszkeho od poloviny 60. do poloviny 80. let.

## Vliv
Fuchs měl ve své době značný vliv na rozvoj a přijetí moderní architektury širší společností. Již v první polovině 20. let dokázal dát většině výrazně moderních a progresivních projektů mimořádně solidní stavební kvalitu, takže se staly věrohodným způsobem stavění. Tím, že dostal jako zaměstnanec městské kanceláře za úkol navrhnout klíčové stavby ve středobodu veřejného života (obřadní síň, masná burza, pavilon m. Brna), dodal moderní architektuře vůbec – v celosvětovém kontextu – punc věrohodnosti, spolehlivosti; a završilo to vítěznou dráhu jejího vývoje. Především zde je jeho nezaměnitelný mezinárodní význam.

## Poválečná kariéra
Konec války zastihl Fuchse již jako padesátiletého muže. V prvních letech přišly zajímavé úkoly, které byly spojeny s obnovou vybombardovaných staveb. Nejlepším činem tohoto období je přestavba Domu umění, kterému hrozila po vybombardování zkáza. Důležitým krokem byl návrh autobusového nádraží s futuristickou odbavovací halou. Realizovány byly jen střechy nad prvním nástupištěm, jejich tvar navrhl společně s konstruktérem Konrádem Hrubanem.

## Rodinný život
Fuchs se brzy po svém návratu do Brna dne 19. listopadu 1923 oženil s výtvarnicí Drahomírou Střelcovou (5. dubna 1902 Býškovice u Přerova – 2. července1992 Brno). Zabývala se návrhy textilií, skla a keramiky. V roce 1932 spolu založili podnik Magazin Aka a dle Fuchsova projektu vystavěli výrobní areál Aka v Skryjích u Tišnova, kde se podle jejích designových návrhů tkaly záclony, ubrusy, prostírání, polštáře a potahové tkaniny. 
Krátce po sňatku se jim narodila dcera Alena (16. února 1924 Brno – 22. února 2008), od roku 1948 provdaná Korvasová, později syn Kamil (4. prosince 1930 Brno – 13. srpna 1995 Brno), oba rovněž architekti.     

## Výstavy
- Ostrava 1933
- Praha 1934
- Brno 1955
- Bystřice pod Hostýnem 1992
- Brno 1995 – Dům umění
- Berlín 1995 (Kudělka/Kudělková)
- Vídeň 2010 – Architektur im Ringturm (7. 12. 2010 – 18. 3. 2011)
- Brno 2015 – Galerie Architektury (10. 11. 2015 – 4. 12. 2015)
- Praha 2016 – Galerie Jaroslava Fragnera (8. 6. 2016 –)

## Pomníky

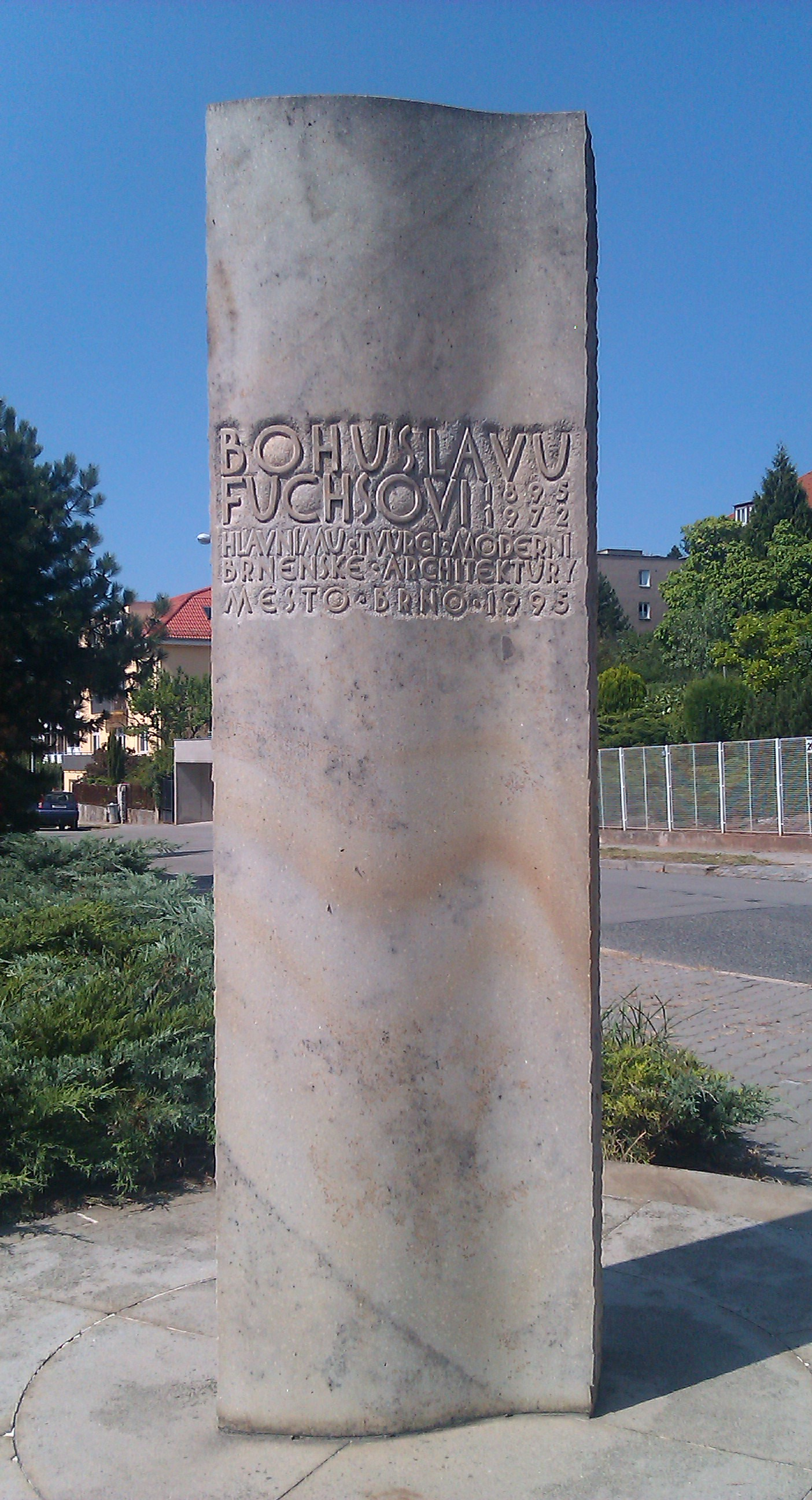
Památník Bohuslava Fuchse v Brně

- památník na křižovatce ulic Lipová a Neumannova
- pamětní deska na rodném domě ve Všechovicích
- pomník na Ústředním hřbitově v Brně
- busta na VUT (v přípravě)